# Slag bij de brug van Arcole

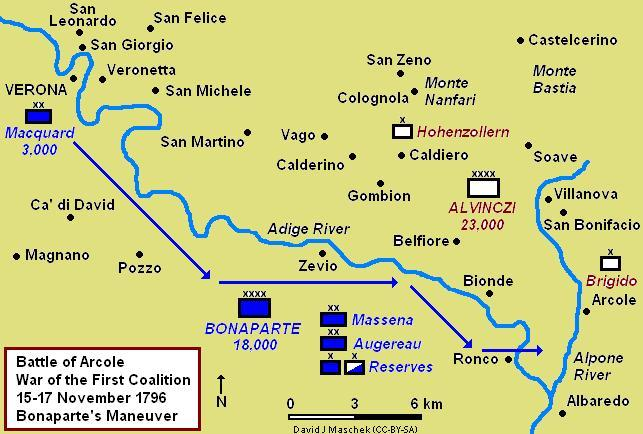
De opmars van Napoleon

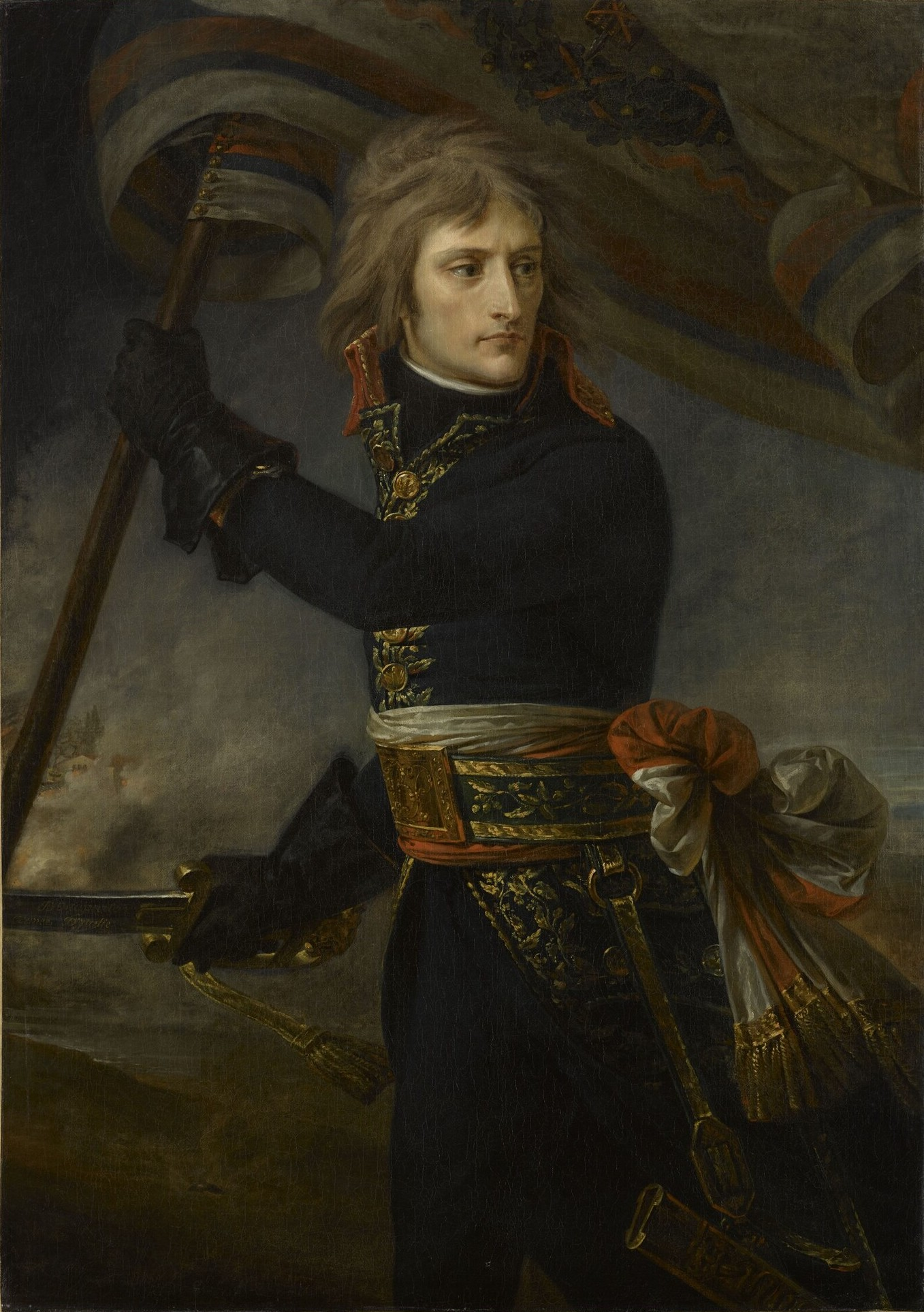
Napoleon op de brug bij Arcole door Antoine-Jean Gros, 1796, Louvre, Parijs

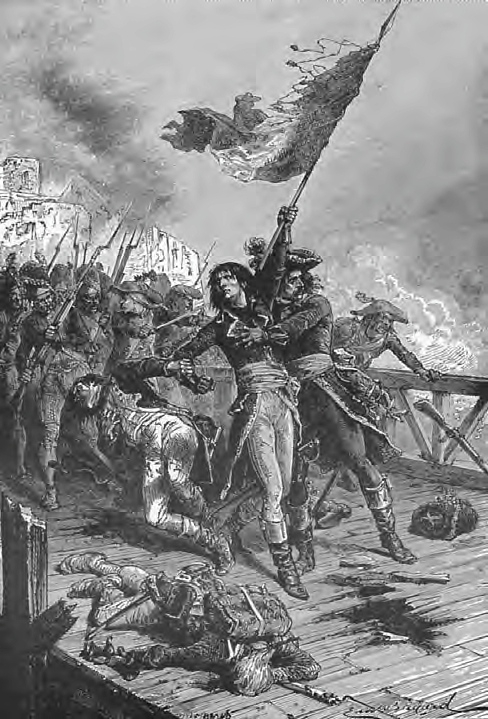
Jean-Baptiste Muiron beschermt Napoleon met zijn lijf en stierf

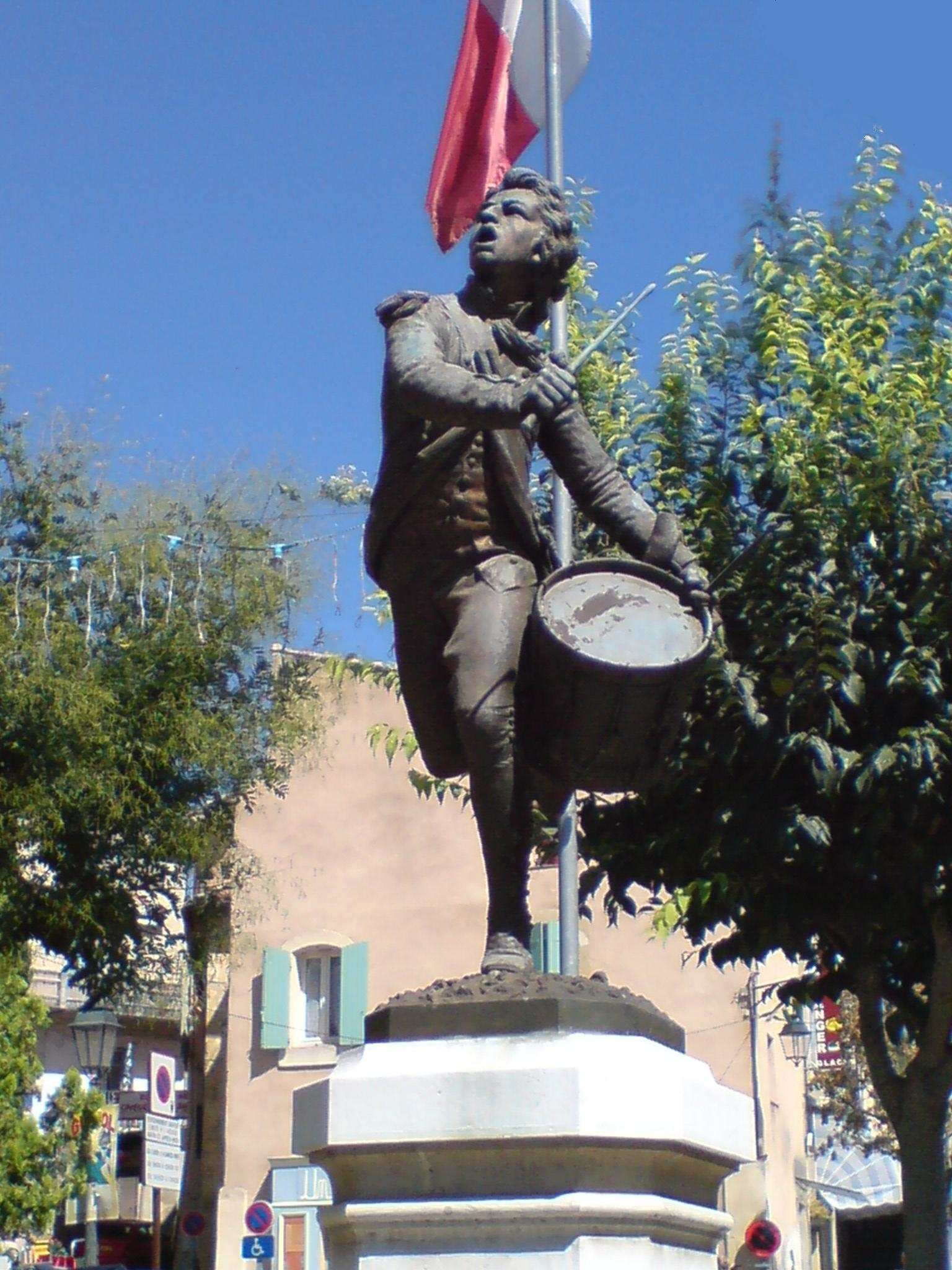
De tamboer van Arcole, André Estienne

De Slag bij de brug van Arcole was een veldslag bij de brug van Arcole in Italië op 15 november 1796 tussen Frankrijk onder Napoleon Bonaparte en Oostenrijk onder József Alvinczi tijdens de Italiaanse Veldtocht van 1796-1797 in de Eerste Coalitieoorlog.

## Voorafgaande
Oostenrijk had József Alvinczi met een nieuw leger over de Alpen naar het Italiaans schiereiland – toen deel van Oostenrijk – gestuurd om de opmars van Napoleon Bonaparte te stoppen. De Oostenrijkers rukten op in twee colonnes om Napoleon in de tang te nemen. Napoleon versloeg József Alvinczi in de Slag bij Brenta, maar generaal Claude-Henri Belgrand de Vaubois verloor de Slag bij Rivoli en de Slag bij La Corona, waarop Napoleon zich terugtrok naar Verona.
Nadat hij de stelling van Caldiero niet kon innemen, liet Napoleon het garnizoen van Verona in handen van generaal Charles Édouard Jennings de Kilmaine terwijl hij zelf langs de Adige het Oostenrijks leger tegemoet trok.
Het Frans leger stak de Adige over te Ronco all'Adige en rukte op naar de zijrivier Alpone.

## De brug van Arcole
De Fransen probeerden onder beschieting door de Oostenrijkers het dorp Arcole in te nemen langs de brug over de Alpone. Pierre François Charles Augereau stak de Adige over, maar werd door hevige beschieting voor de brug van Arcole teruggedreven.
André Masséna zat vast in de moerassen.
In de eerste poging om met twee bataljons de brug over te steken moest generaal Jean Lannes terugwijken door hevige beschieting.
Augereau probeerde opnieuw met drie bataljons. Hij greep zelf een vlag en liep voorop, maar zijn soldaten volgden hem niet.

## Napoleon met de vlag voorop
Daarop greep Napoleon zelf een vlag en ging ermee op de brug.
Zijn aide-de-camp Joseph Sulkowski schreef:
Ondertussen was de opperbevelhebber op de hoogte gebracht van de stand van zaken en zelf al halverwege : men vertelde hem van de verliezen, de vastberadenheid van de vijand, de ontmoediging van onze soldaten. Het gevecht was aan gang, we moesten winnen of ten onder gaan, en hij nam deel zijn roem waardig. We zagen hem plotseling op de brug verschijnen omringd door zijn staf en gevolgd door zijn gidsen, hij steeg af van zijn paard, trok zijn sabel, greep een vlag en liep de brug op in een regen van vuur. De soldaten zagen hem, en geen van hen deed hem na.
De tussenkomst van Lannes te paard met zijn grenadiers te voet liet de omsingelde Napoleon toe om te ontkomen. Lannes raakte tweemaal gewond en liet zich verzorgen in Ronco all'Adige. Napoleon stuurde versterkingen naar Masséna.
De ooggetuige Jean Antoine François Ozanam, onderluitenant bij de huzaren van Bercheny schreef:
Zijn colonne was voor de helft overgestoken, toen vuur op de flank hem deed terugkeren. De grenadiers pikten Bonaparte op en voerden hem mee, hij viel in een moeras waarin hij tot de helft van zijn lichaam wegzakte. Lannes die gewond was werd naar Milaan gevoerd, hij had de generaal beschut met zijn lichaam. Aide-de-camp Jean-Baptiste Muiron had dit ook gedaan en werd gedood net als generaal Jean Gilles André Robert

## Tamboer
Generaal Augustin Daniel Belliard spoorde zijn mannen aan om Napoleon te redden.
De tamboer André Estienne zwom samen met anderen over de rivier en maakte achter de linie van de Oostenrijkers zoveel mogelijk lawaai. Alvinczi dacht dat hij langs achter aangevallen werd en gaf zijn sterke verdedigende stelling op om de tamboer te achtervolgen. Ter nagedachtenis is het Monument au Tambour d'Arcole opgericht.

## Masséna waadt de Adige over
Masséna vond een Voorde (doorwaadbare plaats) en stak de Adige over.
Napoleon beval Masséna en Augereau om de Oostenrijkers in de tang te nemen. Samen versloegen ze langs twee kanten de Oostenrijkers.

## Relaas
Vier dagen na de slag schreef Napoleon aan de Directoire :
Het was tevergeefs dat de generaals, die al het belang voelden van het moment, zich aan het hoofd in de strijd wierpen om onze colonnes te dwingen om de kleine brug van Arcole over te steken: te veel moed schaadt: ze raakten bijna allen gewond: de generaals Jean-Antoine Verdier, Louis André Bon, Pierre François Verne en Lannes werden buiten gevecht gesteld. Generaal Lannes al tweemaal gewond door schoten, keerde terug en kreeg een derde, meer gevaarlijke wonde.
Napoleon zond de vlag waarmee hij op de brug gegaan was naar de Directoire. In februari 1798 groette de Nationale Grondwetgevende Vergadering die vlag. Napoleon schonk de vlag aan Lannes voor zijn heldhaftig gedrag op de brug. De vlag werd dan in zijn familie van hertogen van Montebello bewaard maar is in de loop des tijds toch verloren gegaan.

## Gevolgen
Het Franse leger overwon en beheerste het noorden van het Italiaans schiereiland. Het Beleg van Mantua ging verder. Tegen 1797 waren alle Oostenrijkers van het Italiaanse schiereiland verdreven.
De Pont d'Arcole in Parijs is genoemd naar de slag. Aan het slagveld in Arcole liet Napoleon een obelisk oprichten (1810).
Nederlanden: Marquain · Rijsel (1792) · Jemappes · Namen (1792) · Maastricht (1793) · Breda · Aldenhoven (1793) · Neerwinden · Raimes · Famars · Aarlen · Valencijn · Duinkerke · Hondschote · Menen ·  Wattignies · Moeskroen · Tourcoing · Doornik · Erquelinnes · Gosselies · Ieper · Hooglede · Fleurus · Boxtel · Sprimont · Maastricht (1794) · 's-Hertogenbosch · Aldenhoven (1794) · Puiflijk · Nijmegen · Luxemburg · Den Helder · Camperduin

Rijnfront: Verdun · Thionville · Valmy · Mainz (1792) · Mainz (1793) · Vogezen/Tripstadt · Mainz (1795) · Amberg · Würzburg

Italiaans front: Genua · Hyères · Rovereto · Bassano · Montenotte · Dego · Lodi · Arcole · Rivoli

Overige fronten (Vendée, Spanje): Fontenay-le-Comte · Toulon · Cholet · Luçon · Truillas · Boulou · San Lorenzo · Santa Cruz · Kaap Sint-Vincent
West-Indië: Guadeloupe · Martinique